# 羊頭蘆鯛
羊頭蘆鯛為輻鰭魚綱鱸形目鱸亞目鯛科的其中一種，分布於西大西洋區，從美國佛羅里達州、加勒比海至巴西海域，棲息深度3-87公尺，本魚體銀色，鱗片有彩虹色的反光；通常在身體上具模糊的縱向帶; 眼睛下面有時會有藍灰色細條紋，胸鰭基底鰭上不具小黑色的斑點，背鰭硬棘12枚，背鰭軟條12枚，臀鰭硬棘3枚，臀鰭軟條10枚，體長可達46公分，棲息在沿海水質清澈，沙泥底質的海域，可做為食用魚，有雪卡魚中毒的報告。